# Река Никулина
Река Никулина (Братская) — река в России, в Прибайкальском районе Бурятии.
Длина — 15 км.
Берёт начало с северных склонов хребта Улан-Бургасы на высоте 1206,8 м на всём протяжении протекает в горной местности в меридиональном направлении. Впадает в Турку в 92 км от устья, на высоте ниже 546 м.
В устье через реку перекинут мост.